# Lopik
Lopik é um município dos Países Baixos, situado na província da Utreque. Tem 78,98 km² de área e sua população em 2020 foi estimada em 14.483 habitantes.